# Chirca
Chirca ist eine Ortschaft im Departamento La Paz im südamerikanischen Anden-Staat Bolivien.

## Lage im Nahraum
Chirca ist der zentrale Ort des Kanton Chirca im Municipio Chulumani in der Provinz Sud Yungas. Die Ortschaft liegt in einer Höhe von 2127 m im Tal des Río Tamampaya, der aus dem Río Unduavi hervorgeht und über den Río Boopi zum Río Beni hin fließt.

## Geographie
Chirca liegt in den bolivianischen Yungas am Ostabhang des Hochgebirgsrückens der Cordillera Real. Das Klima ist ein typisches Tageszeitenklima, bei dem die mittlere Schwankung der Tagestemperaturen deutlicher ausfällt als die jahreszeitlichen Schwankungen.
Die mittlere Durchschnittstemperatur der Region liegt bei 21 °C (siehe Klimadiagramm Chulumani), die mittleren Monatswerte schwanken nur unwesentlich zwischen 18 °C im Juli und 22 °C im Dezember. Der Jahresniederschlag beträgt etwa 1150 mm, die Monatsniederschläge liegen zwischen etwa 20 mm in den Monaten Juni und Juli und mehr als 150 mm von Dezember bis Februar.

## Verkehrsnetz
Chirca liegt in einer Entfernung von 122 Straßenkilometern östlich von La Paz, der Hauptstadt des gleichnamigen Departamentos.
Von La Paz führt die asphaltierte Nationalstraße Ruta 3 in nordöstlicher Richtung sechzig Kilometer bis Unduavi, von dort zweigt die unbefestigte Ruta 25 in südöstlicher Richtung ab und führt entlang des Río Unduavi, den sie nach 44 Kilometern bei Puente Villa überquert. Von dort führt sie weiter über Chulumani, Inquisivi und Independencia (Ayopaya) und trifft nach insgesamt 481 Kilometern bei Vinto auf die Ruta 4, die nach weiteren fünfzehn Kilometern Cochabamba erreicht.
Sechzehn Kilometer östlich von Puente Villa zweigt in Huancapampa eine unbefestigte Landstraße in südlicher Richtung von der Ruta 25 ab und erreicht nach weiteren sechs Kilometern Chirca.

## Bevölkerung
Die Einwohnerzahl von Chirca war in den vergangenen beiden Jahrzehnten deutlichen Schwankungen unterworfen:
| Jahr | Einwohner | Quelle       |
| ---- | --------- | ------------ |
| 1992 | 120       | Volkszählung |
| 2001 | 190       | Volkszählung |
| 2012 | 126       | Volkszählung |
| 2024 |           | Volkszählung |

Die Ortschaft weist einen hohen Anteil an Aymara-Bevölkerung auf.